# Balkandicus albus
Balkandicus albus är en mångfotingart som beskrevs av Pius Strasser 1960. Balkandicus albus ingår i släktet Balkandicus och familjen Anthroleucosomatidae. Inga underarter finns listade i Catalogue of Life.